# NK Korotan Prevalje
Nogometni Klub Korotan Prevalje war ein slowenischer Fußballverein aus Prevalje in der Region Koroška.

## Geschichte
Der Verein wurde 1933 gegründet und spielte 1994/95 seine erste Saison in der 1. Liga. Insgesamt war man neun Jahre erstklassig.
Die Saison 1999/2000 war die beste Spielzeit des Vereins. Zum ersten Mal war die Mannschaft im europäischen Wettbewerb vertreten. Im Intertoto Cup verlor man gegen den FC Basel mit 0:0 und 0:6. Im gleichen Jahr wurde das Team Vierter und erreichte das Pokalfinale gegen NK Olimpija Ljubljana.
In der Saison 2002/03 wurden dem Verein erst sieben Punkte abgezogen, als Zahlungen der Spielergehälter ausgeblieben waren, und nachdem der Verein zum zweiten Mal bei einem Punktspiel nicht angetreten war, wurde Korotan während der Saison nach 11 Ligaspielen vom Spielbetrieb ausgeschlossen.
2003 wurde ein Nachfolgeclub unter dem Namen DNŠ Prevalje gegründet, der jedoch vom slowenischen Fußballverband nicht als rechtlicher Nachfolger angesehen wird.

## Europapokalbilanz
| Saison | Wettbewerb         | Runde    | Gegner   | Gesamt | Hin     | Rück    |
| ------ | ------------------ | -------- | -------- | ------ | ------- | ------- |
| 1999   | UEFA Intertoto Cup | 1. Runde | FC Basel | 0:6    | 0:0 (H) | 0:6 (A) |

Gesamtbilanz: 2 Spiele, 1 Unentschieden, 1 Niederlage, 0:6 Tore (Tordifferenz −6)